# Pataskala, Ohio
Pataskala là một thành phố thuộc quận Licking, tiểu bang Ohio, Hoa Kỳ. Năm 2010, dân số của thành phố này là 14962 người.

## Dân số
- Dân số năm 2000: 10249 người.
- Dân số năm 2010: 14962 người.